# Centro de Información Judicial
Por Acordada N° 17/2006, la Corte Suprema de Argentina dispuso la creación del Centro de Información Judicial (CIJ), sitio web oficial dedicado a difundir la actividad de los tribunales, que permite que las decisiones de los jueces de todo el país puedan ser divulgadas y explicadas a toda la sociedad. 
Convertido en fuente de consulta para medios de comunicación generales y especializados, actualmente el CIJ publica sentencias, resoluciones y acordadas de la Corte, de otros fueros y jurisdicciones; da cuenta de la actividad institucional de los ministros y del Máximo Tribunal, y realiza transmisiones en vivo de juicios a través de su portal.
El Centro es parte de una política institucional de comunicación que comenzó con su propia creación; continuó con el desarrollo de CIJ TV en 2011, para transmitir en vivo juicios orales, audiencias públicas y actos institucionales; incorporó en 2016 el Gobierno Abierto Judicial, que promueve la transparencia, el acceso a la información y la participación ciudadana, e incorporó la política comunicacional en un marco más amplio de desarrollo institucional a partir de 2018.
En octubre de ese año, por Acordada N° 33/2018, la Corte, decidida a dar pronta respuesta a los desafíos que plantea la sociedad civil respecto de la prestación del servicio de justicia, acordó unánimemente la creación de una Secretaría de Desarrollo Institucional, en cuya órbita se encuentra la Dirección de Comunicación y Gobierno Abierto de la cual depende el CIJ.
Como política institucional, resolvió que la nueva Dirección tendrá a su cargo tanto la relación con la prensa, como la comunicación con el propio poder judicial y otras instituciones y organizaciones de la sociedad civil.
Esta reorganización implicó el desarrollo de protocolos de publicación, manuales de estilo y contacto con todos los tribunales del país, para incrementar el número y el tipo de resoluciones difundidas. Asimismo, se establecieron nuevos vínculos con los distintos públicos del CIJ.
El trabajo se basa en una estrategia integral de comunicación de la Corte Suprema, para la cual se han definido los distintos públicos con los que interactúa, estableciendo los canales más apropiados para entablar las líneas de comunicación con cada uno de ellos, incluyendo las digitales, pero también las propiamente institucionales e interpersonales.